# Sekirei (anime)
Pour un article plus général, voir Sekirei.
Sekirei est une série d'anime basée sur le manga du même nom, Sekirei, écrit et illustré par Sakurako Gokurakuin. Les épisodes, produits par Aniplex et animés par Seven Arcs, ont été réalisés par Keizō Kusakawa et écrits par Takao Yoshioka, avec un Chara design de Shinpei Tomooka. La première saison de 12 épisodes a été diffusée au japon entre le 2 juillet 2008 et le 17 septembre 2008 sur Tokyo MX, puis sur Chiba TV, TV Kanagawa, TV Saitama, KBS Kyôto, Sun Télévision, Nagoya Broadcasting Network, TVQ Kyushu Broadcasting, Télévision Hokkaido et AT-X. Cette saison reste fidèle à l'intrigue du manga, en suivant les 50 premiers chapitres de la série. Les six DVD en japonais de cette saison sont sorties entre le 22 octobre 2008 et le 25 mars 2009. Le sixième DVD offre en bonus un épisode OAV de 10 minutes intitulé « Mes premières courses », mettant en scène kusano, participant avec Musubi et Tsukiumi à la course de shopping. Une édition Blu-ray japonaise est sortie le 30 juin 2010, avec 3 disques Blu-ray et un CD bonus. La première saison a été licenciée en novembre 2009 par Funimation Entertainment pour une distribution en Amérique du Nord, puis doublée en anglais sous la direction de Jason Grundy. Funimation Entertainment a publié 4 DVD en anglais, et un coffret « édition complète » le 23 novembre 2010. Cette saison a aussi été licenciée en Allemagne par Anime Virtual en octobre 2009. L'annonce a été faite au festival Australiens Animania. Anime Virtual a publié une version décensurée en 4 DVD doublés et sous-titrés en allemand et polonais, et un DVD « Edition limitée », entre 26 février 2010 et 25 juin 2010.
Une seconde saison, intitulée Sekirei : Pure engagement, a été diffusée entre le 4 juillet 2010 et le 26 septembre 2010 sur Tokyo MX, puis sur KBS Kyôto, TVQ Kyushu Broadcasting, Télévision Hokkaido, Nagoya Broadcasting Network, Sun Télévision, Canal Nikoniko et AT-X. Les sept DVD de cette saison sont sorties entre le 25 août 2010 et le 23 février 2011. Les Blu-ray sont sorties aux même dates que les DVD. L'édition limitée DVD Sekirei : Pure engagement + CD est vendue avec un extrait d'OAV de 3 minutes, qui serait l’épisode zéro, intitulé « Deux sujets de commérages ». L'OAV complet de 28 minutes est sortie avec le premier volume des DVD de la seconde saison.
Les deux saisons de l'anime ont été licenciées par Funimation Entertainment pour une distribution en Amérique du Nord,.
Comme à la fin de la première saison, le dernier épisode de la seconde saison se termine sur la phrase « To be continued ». Une troisième saison est donc prévue, bien qu'aucune date officielle n'ai été encore annoncée.
Chaque épisode de la série est appelé « Plume » (羽, hane), en référence aux ailes des sekireis.

## Série télévisée

### Fiche technique
- Année : 2008 (saison 1) / 2010 (saison 2)
- Réalisation : Keizō Kusakawa
- Scenariste : Takao Yoshioka
- Character design : Shinpei Tomooka (saison 1) / Mie Kasai (Studio Easter) (saison 2)
- Directeur artistique : Junichi Higashi
- Designer couleur : Keiko Kai (saison 1) / Aiko Shinohara (saison 2)
- Directeur du son : Jin Aketagawa
- Créateur original : Sakurako Gokurakuin
- Musique : Hiroaki Sano
- Production : Aniplex
- Animation : Seven Arcs
- Nombre d'épisodes : 12 (saison 1) / 13 (saison 2)
- Diffusion : Voir rubrique Diffusion
- Sortie DVD au Japon : 17 septembre 2008 (saison 1) / 26 septembre 2010 (saison 2)

| No épisode            | Titre                                 | Scénariste      | Storyboard                                     | Production                   | Directeur de l'animation                   | Personnages de l'ending                                                                    |
| Première saison       | Première saison                       | Première saison | Première saison                                | Première saison              | Première saison                            | Première saison                                                                            |
| --------------------- | ------------------------------------- | --------------- | ---------------------------------------------- | ---------------------------- | ------------------------------------------ | ------------------------------------------------------------------------------------------ |
| 1re plume             | Sekirei                               | Takao Yoshioka  | Keizō Kusakawa                                 | Keizō Kusakawa               | Shinpei Tomooka                            | -                                                                                          |
| 2e plume              | Arrivée dans une Nouvelle Maison      | Takao Yoshioka  | Taizō Yoshida                                  | Taizō Yoshida                | Atsushi Komori                             | Musubi                                                                                     |
| 3e plume              | La Fille Verte                        | Takao Yoshioka  | Keizō Kusakawa                                 | Atsushi Nakayama             | Takashi Hashimoto                          | Kusano                                                                                     |
| 4e plume              | L'Histoire Etrange de l'Auberge Izumo | Takao Yoshioka  | Michio Fukuda                                  | Masahiro Sonoda              | Shingo Tamaki                              | Matsu                                                                                      |
| 5e plume              | La Sekirei de l'Eau                   | Takao Yoshioka  | Keizō Kusakawa                                 | Kodaira Maki                 | Masaru Ooshiro                             | Tsukiumi                                                                                   |
| 6e plume              | Les Fleurs de l'Auberge Izumo         | Takao Yoshioka  | Yoshinari Saito                                | Yoshinari Saito              | Yoshinari Saito                            | Hikari & Hibiki                                                                            |
| 7e plume              | La Sekirei Noire                      | Takao Yoshioka  | Kobun Shizuno                                  | Atsushi Nakayama             | Atsushi Komori                             | Minaka                                                                                     |
| 8e plume              | Une Capitale Fermée                   | Takao Yoshioka  | Keizō Kusakawa                                 | Taizō Yoshida                | Shinpei Tomooka                            | Kazehana                                                                                   |
| 9e plume              | Le Voile et le Vent                   | Takao Yoshioka  | Osamu Inoue                                    | Kodaira Maki                 | Takashi Hashimoto                          | Uzume                                                                                      |
| 10e plume             | La Nuit avant l'Evasion               | Takao Yoshioka  | Michio Fukuda                                  | Kouta Okuno                  | Shingo Tamaki Masaru Ooshiro               | Seo Kaoru                                                                                  |
| 11e plume             | Disparition du Sceau de Sekirei       | Takao Yoshioka  | Gorō Yamaguchi                                 | Atsushi Nakayama             | Atsushi Komori Yoshinari Saito             | -                                                                                          |
| 12e plume             | La Sekirei du Destin                  | Takao Yoshioka  | Keizō Kusakawa                                 | Keizō Kusakawa               | Shinpei Tomooka                            | -                                                                                          |
| Seconde saison        |                                       |                 |                                                |                              |                                            |                                                                                            |
| Plume 0 (Edition DVD) | Visite médicale                       | Takao Yoshioka  | Taizō Yoshida                                  | Taizō Yoshida                | Tomoyuki Kitamura                          | -                                                                                          |
| Plume 0 (Edition DVD) | Loisirs                               | Takao Yoshioka  | Taizō Yoshida                                  | Taizō Yoshida                | Kou Yoshinari                              | -                                                                                          |
| 1re plume             | Les Attraper Tous                     | Takao Yoshioka  | Shinpei Tomooka                                | Shinpei Tomooka              | Shinpei Tomooka                            | Mikogami Hayato, Mutsu, Chiho, Uzume, Yukari, Shina, Minato, Musubi                        |
| 2e plume              | Quand le Vent se met à Souffler       | Takao Yoshioka  | Satoshi Ōsedo                                  | Satoshi Ōsedo                | Takashi Maruyama Katsunobu Ito Yukio Araie | Sanada Nishi, Kujika, kuzuri, Shijime, chiho, Uzume, Yukari, Shina, Minato, Tsukiumi       |
| 3e plume              | La réponse du Vent                    | Takao Yoshioka  | Shingo Tamaki                                  | Shingo Tamaki                | Shingo Tamaki                              | Seo Kaoru, Hikari, Hibiki, Chiho, Uzume, Yukari, Shina, Minato, Kazehana                   |
| 4e plume              | Les dernières ailes                   | Takao Yoshioka  | Kiyoshi Fukumoto                               | Kiyoshi Fukumoto             | Shinji Yamamoto                            | Natsuo, Benitsubasa, Haihane, Chiho, Uzume, Yukari, Shina, Minato, Matsu                   |
| 5e plume              | Le Sekirei du feu                     | Takao Yoshioka  | Kodaira Maki                                   | Kodaira Maki                 | Tsubasa Shimizu                            | Mikogami Hayato, Mutsu, Chiho, Uzume, Yukari, Shina, Minato, Kusano                        |
| 6e plume              | Les liens entre Sekirei et Ashikabi   | Takao Yoshioka  | Hidehito Ueda Shinpei Tomooka                  | Tatsuya Oka                  | Yoshiya Yamamoto                           | Sanada Nishi, Kujika, kuzuri, Shijime, chiho, Uzume, Yukari, Shina, Minato, Homura         |
| 7e plume              | Le commencement                       | Takao Yoshioka  | Hiroyoshi Aoyagi                               | Hiroyoshi Aoyagi             | Takashi Hashimoto                          | Seo Kaoru, Hikari, Hibiki, Chiho, Uzume, Yukari, Shina, Minato, Musubi                     |
| 8e plume              | Le jeu de kusano                      | Takao Yoshioka  | Hiroyuki Shimatsu                              | Naokatsu Tsuda               | Naoki Aisaka Katsunobu Ito                 | Natsuo, Benitsubasa, Haihane, Chiho, Uzume, Yukari, Shina, Minato, Tsukiumi                |
| 9e plume              | Amitié, promesse et chantage          | Takao Yoshioka  | Kodaira Maki                                   | Kodaira Maki                 | Masakazu Sunakawa                          | Mikogami Hayato, Mutsu, Chiho, Uzume, Yukari, Shina, Minato, Matsu                         |
| 10e plume             | Bonheur inaccessible                  | Takao Yoshioka  | Michio Fukuda                                  | Hiroyoshi Aoyagi             | Shingo Tamaki Osamu Sakata                 | -                                                                                          |
| 11e plume             | Préparatifs pour le festival          | Takao Yoshioka  | Hiroshi Kuruo                                  | Hiroshi Kuruo Hiroshi Tamada | Kayo Nomichi Shigenori Taniguchi           | Sanada Nishi, Kujika, kuzuri, Shijime, chiho, Uzume, Yukari, Shina, Minato, Homura, Kusano |
| 12e plume             | Chaos                                 | Takao Yoshioka  | Hiroyuki Shimatsu                              | Yuu Nobuta Atsushi Nakayama  | Takashi Hashimoto                          | Seo Kaoru, Hikari, Hibiki, Chiho, Uzume, Yukari, Shina, Minato, Kazehana                   |
| 13e plume             | Lumière                               | Takao Yoshioka  | Michio Fukuda Hiroyuki Shimatsu Keizō Kusakawa | Keizō Kusakawa               | Shinpei Tomooka                            | -                                                                                          |

### Liste des épisodes

#### Saison 1
| No | Titre français                        | Titre japonais | Titre japonais        | Date de 1re diffusion |
| No | Titre français                        | Kanji          | Rōmaji                | Date de 1re diffusion |
| --- | ------------------------------------- | -------------- | --------------------- | --------------------- |
| 1re plume | Sekirei                               | セキレイ       | Sekirei               | 2 juillet 2008        |
| - Titre Anglais : Sekirei - Titre Allemand : Sekirei - Résumé : Minato Sahashi est un étudiant redoublant. Sa vie va soudainement changer lorsqu'il rencontre une étrange fille, Musubi, juste après avoir échoué pour la seconde fois aux examens d'entrée de l'université. Minato découvre qu'elle est une « Sekirei » et qu'il est son « Ashikabi ». Minato se fait alors mettre à la porte de son appartement par son propriétaire pour l'avoir ramenée chez lui. |                                       |                |                       |                       |
| 2e plume | Arrivée dans une Nouvelle Maison      | 新屋の扉       | Shin Oku no Tobira    | 9 juillet 2008        |
| - Titre Anglais : Door to a New House - Titre Allemand : Die Tür in ein neues Heim - Résumé : Après s’être fait expulser de son appartement, Minato et Musubi partent à la recherche d'un nouveau logement, ce qui s’avère compliqué, voire impossible, en raison de son statut d'étudiant. Grâce à un coup de chance, ils finissent par rencontrer une jeune femme nommée Miya Asama, tenancière de la Pension Izumo, qui leur offre une chambre. |                                       |                |                       |                       |
| 3e plume | La Fille Verte                        | 緑ノ少女       | Midori no Shōjo       | 16 juillet 2008       |
| - Titre Anglais : The Green Girl - Titre Allemand : Das grüne Mädchen - Résumé : Minato se trouve un emploi dans un chantier de construction proche, où il rencontre un autre Ashikabi, Kaoru Seo. Avec l'aide de Seo, Minato infiltre un jardin botanique à proximité, dont la croissance des plantes est accélérée par les pouvoirs d'une jeune sekirei, Kusano, perdue et terrifiée. Musubi accourt aussitôt, et Minato sauve Kusano, qui fait de lui son ashikabi. |                                       |                |                       |                       |
| 4e plume | L'Histoire Etrange de l'Auberge Izumo | 出雲荘奇談     | Izumosou Kidan        | 23 juillet 2008       |
| - Titre Anglais : The Strange Tale of Izumo House - Titre Allemand : Seltsame Vorkommnisse in der Maison Izumo - Résumé : Minato, Musubi et Kusano sont surpris par des événements étranges à la Pension Izumo. À son insu, Minato est observé par une jeune fille mystérieuse. Lorsque Musubi part faire les courses à l'épicerie, elle est attaquée par un rayon provenant d'un satellite contrôlé par cette même jeune fille, qui s'introduit pendant ce temps là dans la salle de bain pour rencontrer Minato.                                                                                    |                                       |                |                       |                       |
| 5e plume | La Sekirei de l'Eau                   | 水ノ鶺鴒       | Mizu no Sekirei       | 30 juillet 2008       |
| - Titre Anglais : The Water Sekirei - Titre Allemand : Die Wasser-Sekirei - Résumé : La mystérieuse jeune fille se révèle être Matsu, une sekirei qui se cache à la pension. Elle devient la troisieme sekirei de Minato. Minato fait plus tard des rêves d'une autre jeune fille, que Matsu identifiera plus tard comme étant Tsukiumi, une sekirei qui déteste les ashikabi, au point de vouloir tuer celui qui sera le sien. Minato et Kusano partent à sa recherche et rencontre en chemin Seo. Hikari et Hibiki, les sekireis de Seo, arrivent bientôt pourchassées par Tsukiumi.                |                                       |                |                       |                       |
| 6e plume | Les Fleurs de l'Auberge Izumo         | 出雲荘花軍     | Izumosou Hana Ikusa   | 6 août 2008           |
| - Titre Anglais : Izumo Inn Flower Troops - Titre Allemand : Der Maison Izumo-Blumenkrieg - Résumé : Tsukiumi attaque Minato afin de prouver qu'elle n'a pas besoin d'ashikabi, mais elle ne peut pas libérer totalement ses pouvoirs. Hibiki et Hikari, elles, font usages de leurs pleines puissance, en utilisant les pouvoirs spécifiques aux sekireis ailées, le Norito, mais Minato protège Tsukiumi de l'attaque. Touchée, Tsukiumi accepte de devenir sa Sekirei, avant de se rendre compte qu'elle est la quatrième, ce qui ne va pas lui plaire.                                            |                                       |                |                       |                       |
| 7e plume | La Sekirei Noire                      | 黒ノ鶺鴒       | Kuro no Sekirei       | 13 août 2008          |
| - Titre Anglais : The Black Sekirei - Titre Allemand : Die Schwarze Sekirei - Résumé : Karasuba, une dangereuse Sekirei, rend visite à Musubi à la Pension Izumo pour lui rappeler une promesse faite dans le passé. Le Directeur du MBI, Hiroto Minaka, lance alors la seconde étape du Plan Sekirei et les soldats du MBI bloquent les toutes les issues de Tokyo. Miya établit une nouvelle répartition des chambres à la pension, au grand dam des sekireis de Minato. Alors que Yukari, la petite sœur de Minato, et Shiina, son sekirei, sortent, ils attirent l'attention d'un autre ashikabi. |                                       |                |                       |                       |
| 8e plume | Une Capitale Fermée                   | 閉ジタ帝都     | Tojita Teito          | 20 août 2008          |
| - Titre Anglais : Shutdown in the Imperial Capital - Titre Allemand : Teito ist abgeriegelt - Résumé : |                                       |                |                       |                       |
| 9e plume | Le Voile et le Vent                   | 比礼ト風       | Hire to Kaze          | 27 août 2008          |
| - Titre Anglais : Hire and Wind - Titre Allemand : Bänder und Wind - Résumé : |                                       |                |                       |                       |
| 10e plume | La Nuit avant l'Evasion               | 脱出前夜       | Dasshutsu Zenya       | 3 septembre 2008      |
| - Titre Anglais : The Night Before the Escape - Titre Allemand : Der Abend vor der Flucht - Résumé : |                                       |                |                       |                       |
| 11e plume | Disparition du Sceau de Sekirei       | 鶺鴒紋消失     | Sekireimon Shoushitsu | 10 septembre 2008     |
| - Titre Anglais : Sekirei Crest Erasure - Titre Allemand : Verschwindendes Sekirei-Mal - Résumé : |                                       |                |                       |                       |
| 12e plume | La Sekirei du Destin                  | 縁ノ鶺鴒       | Enishi no Sekirei     | 17 septembre 2008     |
| - Titre Anglais : The Sekirei of Fate - Titre Allemand : Die Sekirei des Schicksals - Résumé : |                                       |                |                       |                       |

#### Saison 2
| No        | Titre français                      | Titre japonais | Titre japonais      | Date de 1re diffusion |
| No        | Titre français                      | Kanji          | Rōmaji              | Date de 1re diffusion |
| --------- | ----------------------------------- | -------------- | ------------------- | --------------------- |
| 1re plume | Les Attraper Tous                   | 静ナル予兆     | Shizunaru Yochō     | 4 juillet 2010        |
| 2e plume  | Quand le Vent se met à Souffler     | 風立チヌ       | Kaze Tachinu        | 11 juillet 2010       |
| 3e plume  | La réponse du Vent                  | 風ノ答エ       | Kaze no Irae        | 18 juillet 2010       |
| 4e plume  | Les dernières ailes                 | 最後ノ一羽     | Saigo no Hitoha     | 25 juillet 2010       |
| 5e plume  | Le Sekirei du feu                   | 炎ノ鶺鴒       | Honō no Sekirei     | 1er août 2010         |
| 6e plume  | Les liens entre Sekirei et Ashikabi | 婚グ言葉       | Kunagu Kotoba       | 8 août 2010           |
| 7e plume  | Le commencement                     | 遠イ物語       | Tōi Monogatari      | 15 août 2010          |
| 8e plume  | Le jeu de kusano                    | 草ノ遊戯       | Kusa no Yūgi        | 22 août 2010          |
| 9e plume  | Amitié, promesse et chantage        | 数多ノ絆       | Amata no Kizuna     | 29 août 2010          |
| 10e plume | Bonheur inaccessible                | 果ツル空       | Hatsuru Sora        | 5 septembre 2010      |
| 11e plume | Préparatifs pour le festival        | 祭ノ準備       | Matsuri no Junbi    | 12 septembre 2010     |
| 12e plume | Chaos                               | 乱戯ノ塔       | Rangi no Tō         | 19 septembre 2010     |
| 13e plume | Lumière                             | 真実ノ絆       | Shinjitsu no Kizuna | 26 septembre 2010     |

### Musiques
Deux thèmes musicaux ont été composés par Hiroaki Sano pour la première saison : un thème d'ouverture et un générique de fin. Le thème d'ouverture est « Sekirei » et le générique de fin est « Dear Sweet Heart » sont interprétées par Saori Hayami (Musubi), Marina Inoue (Tsukiumi), Kana Hanazawa (Kusano) et Aya Endo (Matsu). Le générique de fin utilisé pour le onzième épisode est « Kimi o Omō Toki », de Saori Hayami. Les thèmes d'ouverture et de fin ont été mis en vente dans le CD de la bande originale de Sekirei le 23 juillet 2008. Le thème d'ouverture de la seconde saison est « Hakuyoku no Seiyaku ~Pure Engagement~ » et le générique de fin est « Onnaji Kimochi », tous deux composés par Hiroaki Sano et chantés par Saori Hayami, Marina Inoue, Kana Hanazawa et Aya Endo. Le générique de fin de l'épisode 10 est « Oboetiru Kara » de Saori Hayami. Ces titres sont publiés dans les CD « Hakuyoku no Seiyaku ~Pure Engagement~/Onnaji Kimochi » et « Sekirei Sound Complete ».
- Thème d'ouverture (opening)
  - Sekirei : Sekirei
  - Sekirei Pure Engagement : Hakuyoku no Seiyaku ~Pure Engagement~
- Générique de fin (ending)
  - Sekirei : Dear sweet heart ; Kimi wo Omou Toki par Saori Hayami pour le 11e épisode
  - Sekirei Pure Engagement : Onnaji Kimochi

### Diffusion
| Zone de couverture     | Chaine                      | Période                             | Horaires                      | Diffuseur                                                      |
| Saison 1               | Saison 1                    | Saison 1                            | Saison 1                      | Saison 1                                                       |
| ---------------------- | --------------------------- | ----------------------------------- | ----------------------------- | -------------------------------------------------------------- |
| Tokyo                  | Tokyo MX                    | 2 juillet 2008 - 17 septembre 2008  | Mercredi, de 23 h 30 à 0 h 0  | Association des chaines de télévision japonaises indépendantes |
| Tokyo                  | Tokyo MX                    | 4 avril 2010 - 6 juin 2010          | Dimanche, de 23 h 30 à 0 h 0  | Association des chaines de télévision japonaises indépendantes |
| Préfecture de Chiba    | Chiba TV                    | 5 juillet 2008 - 20 septembre 2008  | Dimanche, de 1 h 35 à 2 h 5   | Association des chaines de télévision japonaises indépendantes |
| Préfecture de Kanagawa | TV Kanagawa                 | 5 juillet 2008 - 20 septembre 2008  | Dimanche, de 2 h 30 à 3 h 0   | Association des chaines de télévision japonaises indépendantes |
| Préfecture de Saitama  | Télévision Saitama          | 7 juillet 2008 - 22 septembre 2008  | Lundi, de 12 h 0 à 12 h 30    | Association des chaines de télévision japonaises indépendantes |
| Préfecture de Kyōto    | KBS Kyoto                   | 8 juillet 2008 - 23 septembre 2008  | Mercredi, de 1 h 30 à 2 h 0   | Association des chaines de télévision japonaises indépendantes |
| Préfecture de Hyōgo    | Sun Télévision              | 8 juillet 2008 - 23 septembre 2008  | Mercredi, de 2 h 10 à 2 h 40  | Association des chaines de télévision japonaises indépendantes |
| Japon                  | Nagoya Broadcasting Network | 9 juillet 2008 - 1er octobre 2008   | Jeudi, de 2 h 50 à 3 h 20     | TV Asahi                                                       |
| Préfecture de Fukuoka  | TVQ Kyushu Broadcasting     | 9 juillet 2008 - 24 septembre 2008  | Jeudi, de 2 h 8 à 2 h 38      | TV Tōkyō                                                       |
| Hokkaidō               | Télévision Hokkaido         | 11 juillet 2008 - 26 septembre 2008 | Samedi, de 2 h 30 à 3 h 0     | TV Tōkyō                                                       |
| Japon                  | AT-X                        | 11 octobre 2008 - 27 décembre 2008  | Samedi, de 10 h 30 à 11 h 0   | Télévision par ADSL                                            |
| Saison 2               |                             |                                     |                               |                                                                |
| Tokyo                  | Tokyo MX                    | 4 juillet 2010 - 26 septembre 2010  | Dimanche, de 23 h 30 à 12 h 0 | Association des chaines de télévision japonaises indépendantes |
| Tokyo                  | Tokyo MX                    | 6 octobre 2010 -                    | Jeudi, de 0 h 0 à 0 h 30      | Association des chaines de télévision japonaises indépendantes |
| Kyoto                  | KBS Kyoto                   | 6 juillet 2010 - 28 septembre 2010  | Mercredi, de 1 h 0 à 1 h 30   | Association des chaines de télévision japonaises indépendantes |
| Préfecture de Fukuoka  | TVQ Kyushu Broadcasting     | 6 juillet 2010 - 28 septembre 2010  | Mercredi, de 2 h 23 à 2 h 53  | TV Tōkyō                                                       |
| Hokkaido               | Télévision Hokkaido         | 7 juillet 2010 - 29 septembre 2010  | Jeudi, de 2 h 20 à 2 h 50     | TV Tōkyō                                                       |
| Japon                  | Nagoya Broadcasting Network | 7 juillet 2010 - 29 septembre 2010  | Jeudi, de 3 h 9 à 3 h 39      | TV Asahi                                                       |
| Préfecture de Hyōgo    | Sun Télévision              | 8 juillet 2010 - 30 septembre 2010  | Vendredi, de 2 h 10 à 2 h 40  | Télévision terrestre UHF                                       |
| Japon                  | Canal Nikoniko              | 9 juillet 2010 -                    | Vendredi, de 3 h 0 à 3 h 30   | Télévision par ADSL                                            |
| Japon                  | AT-X                        | 15 juillet 2010 -                   | Jeudi, de 9 h 30 à 10 h 0     | Chaîne à péage                                                 |

### Différences avec le manga
- De nombreuses chaîne de télévision ont leur propre version de l'anime, en raison du contenu choquant présenté (violence, nudité, etc.). Les images ont été modifiées de façon à en cacher une partie, en déplaçant un personnage ou ajoutant de la brume, par exemple, afin s'adapter au public visé.

## OAV
| No                                                                                    | Titre français            | Titre japonais   | Titre japonais      | Date de 1re diffusion                                       |
| No                                                                                    | Titre français            | Kanji            | Rōmaji              | Date de 1re diffusion                                       |
| ------------------------------------------------------------------------------------- | ------------------------- | ---------------- | ------------------- | ----------------------------------------------------------- |
| OAV 01                                                                                | Mes Premières Courses     | 初メテノオツカイ | Hajimete no Otsukai | 26 mars 2009                                                |
| - Titre Anglais : My First Errand - Titre Allemand : Meine erste Besorgung - Résumé : |                           |                  |                     |                                                             |
| OAV 02                                                                                | Deux sujets de commérages | 閑話弐題         | Kanwa Ni Dai        | 21 juillet 2010 (version courte) 21 août 2009 (version DVD) |

## Doublage
| Personnages     | Seiyū japonais                                       | Doubleur Anglais     | Doubleur Allemand         |
| Pension Izumo   | Pension Izumo                                        | Pension Izumo        | Pension Izumo             |
| --------------- | ---------------------------------------------------- | -------------------- | ------------------------- |
| Minato Sahashi  | Shinnosuke Tachibana                                 | Joel McDonald        | Constantin von Jascheroff |
| Musubi          | Saori Hayami (anime) Ayako Kawasumi (Drama audio)    | Alexis Tipton        | Tanja Schmitz             |
| Kusano          | Kana Hanazawa (anime) Yukari Tamura (Drama audio)    | Tia Ballard          | Daniela Reidies           |
| Matsu           | Aya Endo (anime) Yuki Matsuoka (Drama audio)         | Colleen Clinkenbeard | Marie-Luise Schramm       |
| Tsukiumi        | Marina Inoue (anime) Rie Tanaka (Drama audio)        | Lydia Mackay         | Nora Linnemann            |
| Kazehana        | Yukana                                               | Callie McHalen       | Andrea Solter             |
| Homura          | Yuki Kaida (anime) Hiromi Hirata (Drama audio)       | Leah Clark           | Dirk Petrick              |
| Miya Asama      | Sayaka Ohara                                         | Monica Rial          | Melanie Hinze             |
| Uzume           | Hitomi Nabatame                                      | Jamie Marchi         | Nicole Hannak             |
| MBI             |                                                      |                      |                           |
| Hiroto Minaka   | Toshihiko Seki                                       | Chuck Huber          | Matthias Scharwenikas     |
| Takami Sahashi  | Miki Ito                                             | Shelley Calene-Black | Sabine Winterfeldt        |
| Karasuba        | Romi Park                                            | Christine Auten      | Heide Domanowski          |
| Benitsubasa     | Shizuka Itō                                          | Anita Neukar         | Esra Vural                |
| Haihane         | Mitsuki Saiga                                        | Clarine Harp         | Silke Matthias            |
| Autres          |                                                      |                      |                           |
| Yukari Sahashi  | Kana Asumi                                           | Jasmine Mendigo      | Kaya Möller               |
| Shiina          | Sayori Ishizuka                                      | Maxey Whitehead      | Dirk Stollberg            |
| Seo Kaoru       | Katsuyuki Konishi                                    | Ian Sinclair         | Felix Spieß               |
| Natsuo Ichinomi | Kōsuke Toriumi                                       | Anthony Bowling      |                           |
| Hibiki          | Michiko Neya                                         | Cherami Leigh        | Juliana Cukier            |
| Hikari          | Yuko Kaida                                           | Brittney Karbowski   | Nadine Pasta              |
| Mitsuha         | Sayuri Yahagi                                        | Carrie Savage        |                           |
| Chiho           | Sayori Ishizuka                                      | Janét Mason          |                           |
| Akitsu          | Yu Kobayashi                                         | Jenny Jaffe          | Aline Staskowiak          |
| Izumi Higa      | Takuma Takewaka (saison 1) Junichi Suwabe (saison 2) | Jerry Jewell         |                           |
| Haruka Shigi    | Nobuhiko Okamoto                                     | Josh Grelle          | Julius Jellinek           |
| Kuno            | Satomi Akesaka                                       | Kate Bristol         | Antje von der Ahe         |
| Yomi            | Kana Ueda                                            | Kristi Bingham       | Luisa Wietzorek           |
| Mutsu           | Daisuke Matsubara                                    | Robert Howard        |                           |
| Hayato Mikogami | Jun Fukuyama                                         | Todd Haberkorn       | Michael Baral             |
| Yume            | Saori Hayami                                         | Alexis Tipton        | Tanja Schmitz             |
| Kakizaki        | Kenji Takahashi                                      | Eric Vale            |                           |

## PublicationsDVDetBlu-ray

### Anglais
- Coffret Série complète, 23 novembre 2010

### Allemand
- (ja + de) Sekirei, Saison 1, DVD 1/4 (épisodes 1 à 3) Anime Virtual, Label Kazé Deutschland, 26 février 2010, 75 min, 16/9, Bande-son Dolby Digital 2.0 Allemand et japonais, Sous-titres Allemand et Polonais, Édition Limitée, 1 Poster, 1 livret de 24 pages, 2 cartes postales, 1 coffret de collection  (EAN 7640105236060)[17].
- (ja + de) Sekirei, Saison 1, DVD 1/4 (épisodes 1 à 3) Anime Virtual, Label Kazé Deutschland, 26 février 2010, 75 min, 16/9, Bande-son Dolby Digital 2.0 Allemand et japonais, Sous-titres allemand et polonais, 1 livret de 24 pages, 2 cartes postales  (EAN 7640105236077)[18].
- (ja + de) Sekirei, Saison 1, DVD 2/4 (épisodes 4 à 6) Anime Virtual, Label Kazé Deutschland, 26 mars 2010, 75 min, 16/9, Bande-son Dolby Digital 2.0 Allemand et japonais, Sous-titres allemand et polonais, 1 livret de 24 pages, 2 cartes postales  (EAN 7640105236084)[19]
- (ja + de) Sekirei, Saison 1, DVD 3/4 (épisodes 7 à 9) Anime Virtual, Label Kazé Deutschland, 28 mai 2010, 75 min, 16/9, Bande-son Dolby Digital 2.0 Allemand et japonais, Sous-titres Allemand et Polonais, 1 livret de 24 pages, 2 cartes postales  (EAN 7640105236091)[20]
- (ja + de) Sekirei, Saison 1, DVD 4/4 (épisodes 10 à 12) Anime Virtual, Label Kazé Deutschland, 28 juin 2010, 75 min, 16/9, Bande-son Dolby Digital 2.0 Allemand et japonais, Sous-titres allemand et polonais, 1 livret de 24 pages, 2 cartes postales  (EAN 7640105236107)[21]
- (ja + de) Sekirei, Saison 2, DVD 1/4 (épisodes 1 à 4) Anime Virtual, Label Kazé Deutschland, 27 mai 2011, 100 min, 16/9, Bande-son Dolby Digital 2.0 Allemand et japonais, Sous-titres allemand et polonais, Édition Limitée, 1 Poster, 1 livret de 12 pages, 2 cartes postales, 1 coffret de collection  (EAN 7640105238613)[22].
- (ja + de) Sekirei, Saison 2, DVD 1/4 (épisodes 1 à 4) Anime Virtual, Label Kazé Deutschland, 27 mai 2011, 100 min, 16/9, Bande-son Dolby Digital 2.0 Allemand et japonais, Sous-titres allemand et polonais, 1 livret de 12 pages, 2 cartes postales  (EAN 7640105238620)[23].
- (ja + de) Sekirei, Saison 2, DVD 2/4 (épisodes 5 à 8) Anime Virtual, Label Kazé Deutschland, 24 juin 2011, 100 min, 16/9, Bande-son Dolby Digital 2.0 Allemand et japonais, Sous-titres allemand et polonais, 1 livret de 12 pages, 2 cartes postales  (EAN 7640105238637)[24]
- (ja + de) Sekirei, Saison 2, DVD 3/4 (épisodes 9 à 11) Anime Virtual, Label Kazé Deutschland, 29 juillet 2011, 75 min, 16/9, Bande-son Dolby Digital 2.0 Allemand et japonais, Sous-titres allemand et polonais, 1 livret de 12 pages, 2 cartes postales  (EAN 7640105238644)[25]
- (ja + de) Sekirei, Saison 2, DVD 4/4 (épisodes 11 à 13 + OAV) Anime Virtual, Label Kazé Deutschland, 26 août 2011, 75 min, 16/9, Bande-son Dolby Digital 2.0 Allemand et japonais, Sous-titres allemand et polonais, 1 livret de 12 pages, 2 cartes postales  (EAN 7640105238651)[26]

## Sources